# Tlstá (Niżne Tatry)
Tlstá lub Tlstá Nízkotatranská (1555 m) – szczyt w zachodniej części Niżnych Tatr (tzw. Ďumbierske Tatry) na Słowacji, należący do tzw. Grupy Salatynów. Tlstá ma formę dość kształtnej, trójściennej piramidy. Północne stoki opadają do przełęczy Ráztocké sedlo i doliny potoku Machnatá, zachodnie do doliny potoku Ráztočná, południowe do doliny potoku Lúžňanka w miejscowości Liptovská Lúžna. W kierunku południowo-wschodnim tworzy grzbiet, który poprzez szczyt Senná kopa opada do przełęczy Prievalec. Północno-wschodnie stoki opadają do doliny potoku o nazwie Tlstý potok. 
Przez szczyt Tlstej przebiega granica Parku Narodowego Niżne Tatry. Jest całkowicie porośnięta lasami i nie przedstawia specjalnej atrakcji turystycznej. Nie prowadzi też przez nią żaden szlak turystyczny.